# Tuxeck
Il Tuxeck (anche Tuxegg ) è una vetta alta 2 226 m sopra il livello del mare nei Monti del Kaiser nelle Alpi Calcaree Nordtirolesi. Si trova nel Tirolo austriaco.

## Geografia
Si trova a sud del monte Treffauer ed è anche chiamato Ellmau Hochkaiser. A sud-est si trovano gli Schutterfeldköpfe. La montagna appartiene al comune di Ellmau.

## Alpinismo
Un sentiero segnalato conduce dal Jägerwirt vicino a Scheffau am Wilden Kaiser alla vetta da sud-ovest. Solo gli ultimi 10 metri fino alla vetta sono classificati di III grado (UIAA) (leggermente meno impegnativi con alcune barre di ferro, ma ripidi ed esposti). Il resto non supera il I grado di difficoltà (tranne un tratto con un cuneo, II grado), ma è altamente soggetto a caduta massi.
Un'ulteriore salita conduce da est, dal rifugio Gruttenhütte attraverso gli Schutterfeldköpfe fino alla vetta. Questo sentiero ora ben segnalato è bello dal punto di vista paesaggistico, ma piuttosto impegnativo, in quanto non è assicurato da corde (tranne un tratto ripido quasi privo di appigli o punti d'appoggio), è fragile ed estremamente soggetto a caduta massi (fino al III grado).
Esiste anche un incrocio segnalato tra Tuxeck e il Treffauer (in alcuni punti di grado I). Questa via fu scelta da J. Enzensperger e H. Hahn il 14 agosto 1897 per la prima salita di Tuxeck.
Per tutti i percorsi sono richiesti passo sicuro, assenza di vertigini, una certa abilità di arrampicata e un buon senso dell'orientamento. Qui sono rare le vie di arrampicata più difficili . La cresta sud, di IV grado, è raramente scalata e ha solo un'importanza storica. Altre ascensioni, come quella da sud-ovest (II grado) o dalla parete sud (II grado), sono anch'esse insignificanti.